# Kernkraftwerk Brunsbüttel
Das stillgelegte Kernkraftwerk Brunsbüttel (KKB) in Brunsbüttel, Kreis Dithmarschen, Schleswig-Holstein liegt an der Mündung der Elbe in die Nordsee etwa 75 km nordwestlich von Hamburg. Es verfügt über einen Siedewasserreaktor mit ca. 800 MW elektrischer Leistung und wurde von der Kraftwerk Union erbaut. Betrieben wird es von der Kernkraftwerk Brunsbüttel GmbH & Co. OHG, deren Gesellschafter Vattenfall Europe Nuclear Energy GmbH (66,7 %) und Preussenelektra (33,3 %) sind.
Das Kraftwerk gilt als eines der störanfälligsten in Deutschland. Seit Juli 2007 war es dauerhaft heruntergefahren. Ende Mai 2011 beschlossen die Umweltminister der Länder und des Bundes im Rahmen des deutschen Atomausstiegs, das Kernkraftwerk Brunsbüttel endgültig stillzulegen.

## Geschichte

### Errichtung und Inbetriebnahme
Das Kernkraftwerk Brunsbüttel – von 1970 bis 1976 gebaut – wurde am 23. Juni 1976 erstmals angefahren. Den kommerziellen Betrieb nahmen am 9. Februar 1977 die damaligen Eigentümer HEW und PreussenElektra auf. Im Kernkraftwerk arbeiteten vor der Stilllegung 313 Eigenpersonalmitarbeiter sowie rund 150 Fremdfirmenmitarbeiter. Seit 2002 gehört das Kraftwerk zum Konzern Vattenfall.
Jedes deutsche Kernkraftwerk muss ein Standortzwischenlager für verbrauchte Brennstäbe vorhalten.
Am 5. Februar 2006 wurde am Standort des Kernkraftwerks ein Zwischenlager für maximal 80 CASTOR-V/52-Behälter mit bis zu 450 t Schwermetallmasse, 6 × 1019 Bq Aktivität und 2,0 MW Wärmefreisetzung in Betrieb genommen.

### Rückbau
Im November 2012 reichte Vattenfall den Antrag für das Rückbauverfahren ein. Der Sicherheitsbericht für den Abbau des Kraftwerks wurde Ende Oktober 2013 eingereicht.
Am 21. Juni 2017 meldete die Atomaufsicht Schleswig-Holstein, dass sich keine radioaktiven Brennelemente mehr im Reaktorgebäude befinden. Im Februar 2018 wurden die letzten Brennstäbe vom Gelände des Kraftwerks entfernt. Am 21. Dezember 2018 erhielt das Kernkraftwerk Brunsbüttel die 1. Stilllegungs- und Abbaugenehmigung (1. SAG). Damit befindet sich die Anlage im sogenannten Stilllegungsbetrieb. Die verbliebenen 1 Prozent des radioaktiven Materials bestehen zum größten Teil aus dem Reaktordruckbehälter und seinen Einbauten.

## Technische Daten

### Reaktorblock
Das Kernkraftwerk Brunsbüttel hat einen Kraftwerksblock mit einem Siedewasserreaktor (SWR), der der „Baulinie 69“ (auch „SWR-69“ genannt; 1969 konzipiert) entspricht. Der Reaktor in Brunsbüttel ist nahezu baugleich mit den drei Reaktoren in den deutschen Kernkraftwerken Philippsburg Block 1 und Isar Block 1 sowie mit dem österreichischen Kernkraftwerk Zwentendorf. Letzteres wurde fertiggestellt, ging aber nach einem Volksentscheid nie in Betrieb. Der Reaktor im Kernkraftwerk Krümmel ist ähnlich, aber deutlich größer (ca. 1200 MWe).
Der kugelförmige Sicherheitsbehälter (SHB) des Kernkraftwerks hat einen Innendurchmesser von 27 m und einen Auslegungsdruck von 4,25 bar. In seinem Innern befinden sich der Reaktordruckbehälter (RDB), ein Schnellabschaltsystem und ein Druckabbausystem. Letzteres besteht aus einer Druckkammer, einer Kondensationskammer und mehreren Sicherheits- und Entlastungsventilen mit Kondensationsrohren. Alle aus dem SHB führenden Rohrleitungen haben Absperrarmaturen, durch deren automatisches Schließen bei Störfällen der Austritt von radioaktivem Wasser oder Dampf verhindert werden soll.
Bei einer thermischen Reaktorleistung von 2292 MW und einer elektrischen Nettoleistung von 771 MW erreicht es einen Nettowirkungsgrad von 33,6 %.
Der Reaktorblock hat folgende Daten:
| Reaktorblock            | Brunsbüttel (KKB)                                      |
| Reaktortyp / -modell    | Siedewasserreaktor / SWR-69                            |
| elektr. Netto-Leistung  | 771 MW                                                 |
| elektr. Brutto-Leistung | 806 MW                                                 |
| thermische Leistung     | 2292 MW                                                |
| Baubeginn               | 15. April 1970                                         |
| Netzsynchronisation     | 13. Juli 1976                                          |
| Kommerzieller Betrieb   | 09. Februar 1977                                       |
| Abschaltung             | 06. August 2011 (Langzeit-Stillstand ab 21. Juli 2007) |

### Produktionsleistung
- Diagrammdaten:
- Definition |
- Rohdaten |
- Hilfe

### Radioaktivität
Betriebsbedingt leiten Kernkraftwerke über Abluft und Abwasser im Normalbetrieb geringe Mengen radioaktiver Stoffe ab (Emission). Das Atomgesetz verpflichtet die Aufsichtsbehörden unter anderem dazu, den Betrieb hinsichtlich der zugelassenen Grenzwerte zu überwachen. Eine Übersicht mit aktuellen Messwerten auch für das KKB zeigen Websites der Landesregierung Schleswig-Holstein.

## Ereignisse

### Störungen und meldepflichtige Ereignisse
Stand 31. März 2016 gab es seit Inbetriebnahme 447 meldepflichtige Ereignisse, davon zwei mit erhöhten Radioaktivitätsabgaben (Stand 1. Mai 2015).

#### 1978
Am 17. Juni 1978 kam es zu einem Störfall (Ereignis Nummer 78/083), bei dem es in Folge einer Reaktorschnellabschaltung bei Volllast zu einer erhöhten Edelgasabgabe und damit zu einer erhöhten Abgabe von Radioaktivität kam. Einen Tag später strömten bei einem Störfall bei Teillast (Ereignis Nummer 78/084), verursacht durch das Abbrechen eines Stutzens im Leitungssystem, innerhalb von zwei Stunden etwa 100 Tonnen radioaktiver Dampf ins Maschinenhaus aus. Davon gelangten etwa 2 Tonnen ungefiltert in die Umgebung, was zu einer Überschreitung der zulässigen Edelgas- und Jodemissionen in die Umgebung führte. Eine Reaktorabschaltung wurde von der Betriebsmannschaft verhindert, indem sie das Reaktorschutzsystem unzulässig manipulierte. Der Störfall wurde erst zwei Tage später bekannt, als ein Unbekannter bei der Deutschen Presse-Agentur anrief. Die Ereignisse wurden durch die Reaktor-Sicherheitskommission untersucht. Das KKB wurde für mehrere Wochen stillgelegt. Später erfolgten Umrüstungen; das KKB musste immer wieder längere Betriebspausen einlegen.

#### 2001
Ein Aufsehen erregender Störfall ereignete sich am 14. Dezember 2001, als im laufenden Betrieb eine Knallgas-Explosion eine Rohrleitung beschädigte, die an den Reaktordruckbehälter angeschlossen war. Der daraus resultierende Kühlwasserverlust konnte durch die Schließung eines unbeschädigt gebliebenen Absperrventils beendet werden. Obwohl beim Störfall ein Explosionsdetektor anschlug und mehrere weitere Überwachungsgeräte kurzzeitig Werte am Skalenanschlag lieferten, interpretierten die Betreiber das Geschehen als nicht meldepflichtige „spontane Leckage“ an einem nicht sicherheitsrelevanten Anlagenteil. Der Reaktor wurde ohne weitere Untersuchung mehrere Wochen weiter unter Volllast betrieben.
Die Messwerte der Überwachungsgeräte werden, wie es das Atomgesetz vorschreibt, direkt an das zuständige Ministerium in Kiel übermittelt und dort mitgeschrieben. Die Analyse dieser Daten veranlasste das Ministerium dazu, vom Betreiber eine Stellungnahme zu verlangen. Nachdem die Interpretation der Betreiber („Spontane Leckage“) die aufgezeichneten Daten nicht plausibel hatte erklären können, forderte das Ministerium mit wachsender Dringlichkeit eine Begehung des Reaktors zur Klärung des Vorgangs. Erst nach der Androhung einer formalen Anweisung waren die Betreiber bereit, diese Revision am 21. Februar 2002 durchzuführen. Bei dieser Begehung stellte sich heraus, dass das Rohr der Deckeldusche (Durchmesser 100 mm) gerissen war und auf einer Strecke von etwa zwei Metern fehlte.
Die Ursache für die Explosion war Knallgas, das durch Radiolyse bei allen Siedewasserreaktoren im regulären Betrieb entsteht. Das Risiko, dass sich das Gas in der vom Reaktordeckel abgehenden Leitung sammeln und explodieren könnte, war in den Sicherheitsbeurteilungen übersehen worden. Im Februar 2003 konnte das Kernkraftwerk Brunsbüttel wieder in Betrieb gehen. Die anderen Siedewasserreaktoren in Deutschland wurden auf die Möglichkeit ähnlicher Explosionen untersucht.
Aus dem zuständigen Gremium der Bundesregierung (damals eine rot-grüne Koalition unter Gerhard Schröder, siehe Kabinett Schröder I (bis Oktober 2002)) hieß es zu der Verzögerung der Begehung durch die Betreiber, dass dieser den Unfall entweder „schamlos vernebelt“ habe oder die Fachkunde „skandalös unterentwickelt“ sei. Nach Angaben des Bundesministeriums für Umwelt, Naturschutz und Reaktorsicherheit (damaliger Minister: Jürgen Trittin) hätte dieser Unfall bei anderem Verlauf und einem Ausfall diverser weiterer Sicherheitssysteme im Extremfall auch zur Kernschmelze führen können. Der Vorfall wurde mit INES 1 eingestuft.

#### 2004
Am 23. August 2004 löste ein Kurzschluss in einem Starkstromkabel einen Kabelbrand aus. Wegen Ausfall der gesicherten Eigenbedarfsversorgung führte dies zu einer Reaktorschnellabschaltung. Die Aufsichtsbehörde ordnete daraufhin eine Überprüfung ähnlicher Kabel und weiterer betroffener Systeme an. Nach Ende der sich daraus ergebenden Reparatur- und Ertüchtigungsmaßnahmen ging das Kraftwerk nach etwa zwei Monaten Ende Oktober 2004 wieder ans Netz.

#### 2007
Bei Instandhaltungsarbeiten in einer E.ON-Schaltanlage des Stromnetzes wurde am 28. Juni 2007 in unmittelbarer Nähe des Kernkraftwerks Brunsbüttel eine Störung durch einen Kurzschluss im 380-Kilovolt-Übertragungsnetz verursacht. Die Anlage wurde daraufhin automatisch vom Stromnetz getrennt und per „Lastabwurf“ sehr schnell auf die für die Eigenbedarfsversorgung notwendige Leistung von ca. 30 MW heruntergefahren. Um Schäden bei der starken Leistungsreduktion zu vermeiden, wurde eine Turbinenschnellabschaltung und infolgedessen eine Umschaltung der Eigenbedarfsversorgung auf den Fremdnetztrafo ausgelöst. Der Turbinenschnellabschaltung folgte unmittelbar eine Reaktorschnellabschaltung. Beim Wiederanfahren der Anlage am 1. Juli wurden zweimal Absperrungen des Reaktorwasserreinigungssystems ausgelöst. Nach Angaben des Betreibers waren diese jeweils auf Fehlbedienungen des Personals zurückzuführen. Die Absperrungen wurden in die Kategorie „N“ (Normal) gemäß der AtSMV und in die Stufe 0 (ohne oder mit geringer sicherheitstechnischer Bedeutung) gemäß der internationalen Störfall-Bewertungsskala INES eingeordnet. Nach Angabe des für die Aufsicht zuständigen Ministeriums in Kiel sind bei einer Anfrage an die Kraftwerksleitung am 2. Juli Störungen beim Wiederanfahren verneint worden und die spätere Meldung gemäß AtSMV ist erst „auf den letzten Drücker“ erfolgt. Einige Politiker und Umweltschützer bewerteten dies als neuerlichen Beweis für die mangelhafte Informationspolitik des Betreibers.
Am 18. Juli 2007 wurde die Mängelliste des Kernkraftwerks Brunsbüttel im Internet veröffentlicht (siehe Weblinks). Am 21. Juli 2007 wurde das Kernkraftwerk Brunsbüttel komplett abgeschaltet. Laut Spiegel Online ist erneut ein Mangel am Bau der Grund. Bei Überprüfungen sind „nicht spezifikationsgerecht gesetzte Dübel“, auf denen der Buchstabe »K« für »Kerntechnik« fehlt, festgestellt worden.
Die Bundestagsfraktion Bündnis 90/Die Grünen stellte im August 2007 eine „Kleine Anfrage“ an die Bundesregierung. Diese antwortete im November 2007, der Betrieb der Kernkraftwerke Krümmel und Brunsbüttel werde bis auf weiteres nicht wieder aufgenommen. Dies gelte so lange, wie „die Ursachen der Ereignisse in den Kernkraftwerken nicht vollständig ermittelt und geeignete Abhilfemaßnahmen zur Vorbeugung gegen ein erneutes Auftreten getroffen werden“.

#### 2008–2011

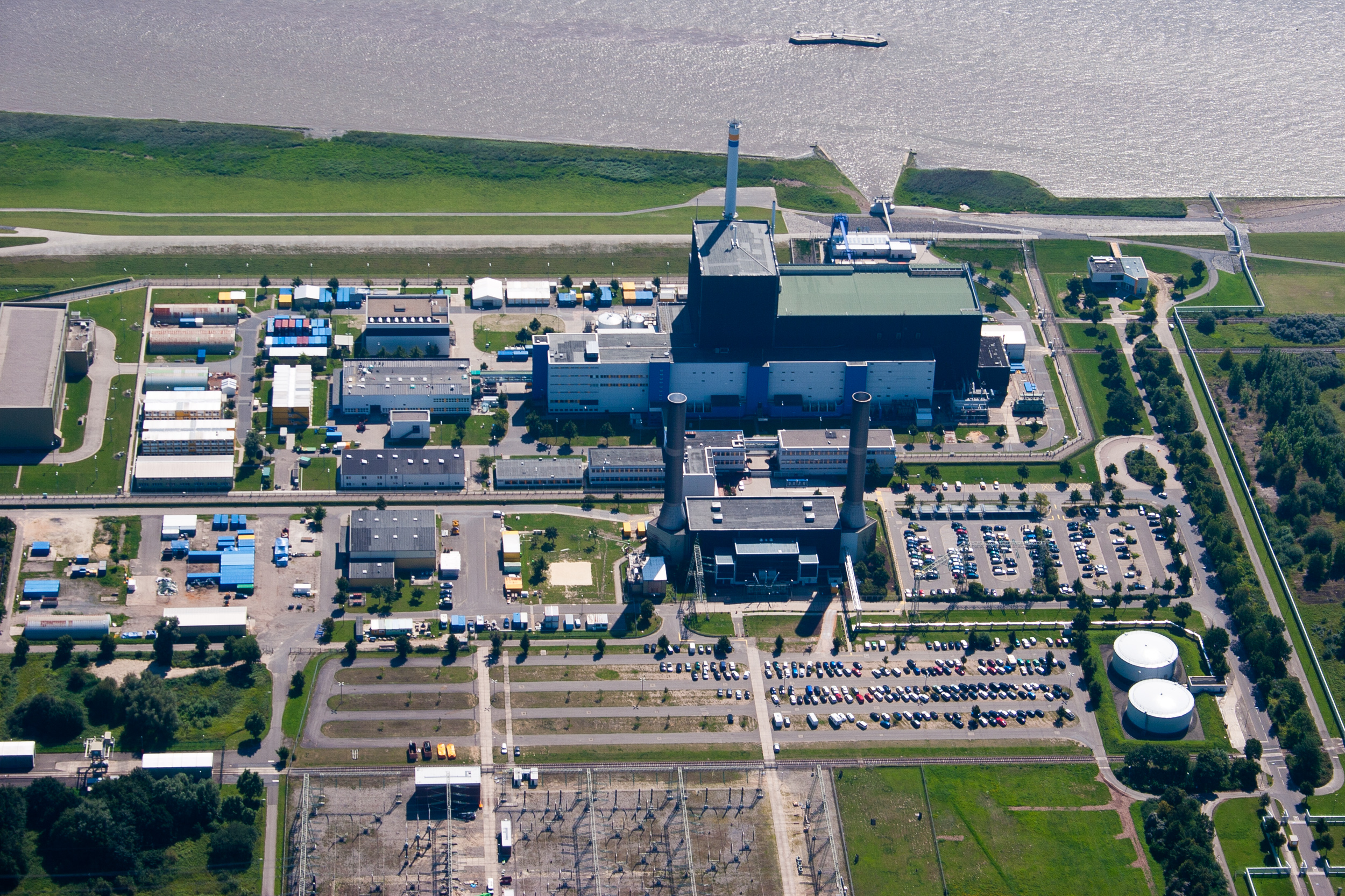
Arbeiten auf dem Gelände des KKB im Jahr 2011

Seitdem wurde das Kraftwerk nicht wieder in Betrieb genommen.
Ein juristisches Gutachten für die Fraktion der Grünen im Landtag von Schleswig-Holstein vom Dezember 2010 hielt die Betriebsgenehmigung für erloschen. Eine neue Betriebsgenehmigung komme aufgrund des Alters der Anlage nicht mehr in Betracht. Der Betreiber Vattenfall bezweifelte die Anwendung des Bundes-Immissionsschutzgesetzes auf Kernkraftwerke und die Definition des mangelnden Betriebs.
Die im September 2010 von der schwarz-gelben Bundesregierung beschlossene und ein halbes Jahr später – nach Fukushima – wieder revidierte Laufzeitverlängerung billigte Brunsbüttel – und den sechs anderen ältesten Kernkraftwerken in der Bundesrepublik – jeweils eine zusätzliche Reststrommenge zu, mit der es etwa 8 Jahre hätte betrieben werden können.
Im März 2011 verkündete die Regierung ein dreimonatiges Atom-Moratorium; in dieser Zeit wäre es nicht erlaubt gewesen, Brunsbüttel wieder anzufahren.
Am 6. Juni 2011 beschloss das Kabinett Merkel II das Aus für acht Kernreaktoren – darunter Brunsbüttel – und den stufenweisen Atomausstieg bis 2022.
Am 30. Juni 2011 beschloss der Bundestag in namentlicher Abstimmung mit großer Mehrheit (513 Stimmen) das „13. Gesetz zur Änderung des Atomgesetzes“, das die Beendigung der Kernenergienutzung und Beschleunigung der Energiewende regelte.

#### 2012
Auch nach seiner endgültigen Stilllegung im Zuge der Energiewende sorgte das Kraftwerk noch für Negativschlagzeilen. Im März 2012 wurde bekannt, dass auf dem Gelände des Kraftwerks verrostete Fässer mit Atommüll gefunden wurden. Der Betreiber Vattenfall soll bereits seit Dezember 2011 davon gewusst haben.

#### 2014
Bei einer seit Anfang Januar laufenden Kamerainspektion von 70 Stahlfässern mit radioaktivem Abfall in der „Kaverne IV“ wurden nach Angaben von Vattenfall 18 rostende Stahlfässer entdeckt. Die Korrosionserscheinungen sind zum Teil so stark, dass die Fasswand bei einzelnen Behältern beschädigt wurde.
Nach Planungen des schwedischen Energiekonzerns Vattenfall sollen bis Oktober 2014 die Kavernen I – III mit der Kamera untersucht werden, bevor 2015 mit der Bergung der Fässer begonnen wird. Zur sicheren Handhabung der Fässer hat Vattenfall ein Handhabungskonzept erarbeitet, das bei den Aufsichtsbehörden als Vorschlag vorliegt.
So sollen die betroffenen Fässer zusätzlich zum bewährten Greifer mit einem Übersack gesichert und aus der Kaverne transportiert werden. Abhängig vom Zustand der Behälter werden diese entweder leergesaugt oder in endlagerfähige Konrad-Gusscontainer gestellt. In zwei Transport-Bereitstellungshallen auf dem KKW-Gelände werden die Container zwischengelagert.
Insgesamt lagern derzeit in den sechs unterirdischen Kavernen 631 Fässer mit schwach- und mittelradioaktivem Atommüll. Die Behälter enthalten Abfälle aus der Abwasseraufbereitung bzw. aus den Prozessabläufen des Kernkraftwerks.

### Weiterleitungsnachrichten
Seit dem Jahr 2001 gab es folgende Weiterleitungsnachrichten der Gesellschaft für Anlagen- und Reaktorsicherheit (GRS) das KKI betreffend:
- 2002/04: Bruch der Deckelsprühleitung am 14. Dezember 2001
- 2003/08: Fehler in der Steuerung der Notstromversorgung und der Not- und Nachkühlsysteme, erkannt am 17. Juli 2002, 27. August 2002 und am 12. September 2002
- 2003/12: Funktionsstörung einer Grenzwertmelderbaugruppe am 18. Dezember 2002
- 2004/11: Sporadische Funktionsstörung in der Leittechnik des Masthubwerks am 19. Juli 2002
- 2004/11A: Abweichungen im Betrieb der Brennelementwechselbühne/Ergänzung zur Weiterleitungsnachricht 2004/11
- 2005/11: Kurzschluss in einem 10-kV-Kabel der Eigenbedarfsversorgung aufgetreten am 23. August 2004
- 2006/01: Auslösung der CO2-Löschanlage für einen Rechnerraum mit Beschädigung einer Brandschutztür am 29. Juli 2005
- 2006/08: Ausfälle von Drehstromschützen
- 2009/03: Vertauschen von Meldebaugruppen in der Geamatic-Steuerung erkannt am 19. September 2005
- 2010/02: Meldepflichtiges Ereignis am 7. August 2009, Schaden an einem Notstromdieselaggregat nach Wartung
- 2011/01: Rissbefunde an den Reaktorwasserreinigungspumpen[45]
- 2011/03: Fehler am Generatorleistungsschalter des UNS-Notstromdiesels EY60

## Zwischenlager Brunsbüttel
Am 17. Februar 2004 reichten zwei Anwohner beim zuständigen Amt einen Einwand ein: Das geplante Zwischenlager sei für die Anwohner eine Gefahr und gegen Angriffe von außen nicht ausreichend geschützt. 2007 wies das Oberverwaltungsgericht Schleswig die Klage zurück; ein Jahr später kassierte das Bundesverwaltungsgericht diesen Richterspruch.
Im Juni 2013 entzogen sie Betreiber Vattenfall die Genehmigung für das Zwischenlager Brunsbüttel.
Dagegen legte der Bund Beschwerde ein. Am 16. Januar 2015 urteilte letztinstanzlich das Bundesverwaltungsgericht.
Als Konsequenz hat der für die Atomaufsicht zuständige Energiewendeminister Robert Habeck ebenfalls am 16. Januar 2015 eine atomrechtliche Anordnung getroffen, mit der die Lagerung des Kernbrennstoffs im Zwischenlager Brunsbüttel bis Anfang 2018 vom Land Schleswig-Holstein geduldet wird. Am 17. Januar 2020 wurde die Anordnung auf unbestimmte Zeit verlängert.

## Kritik

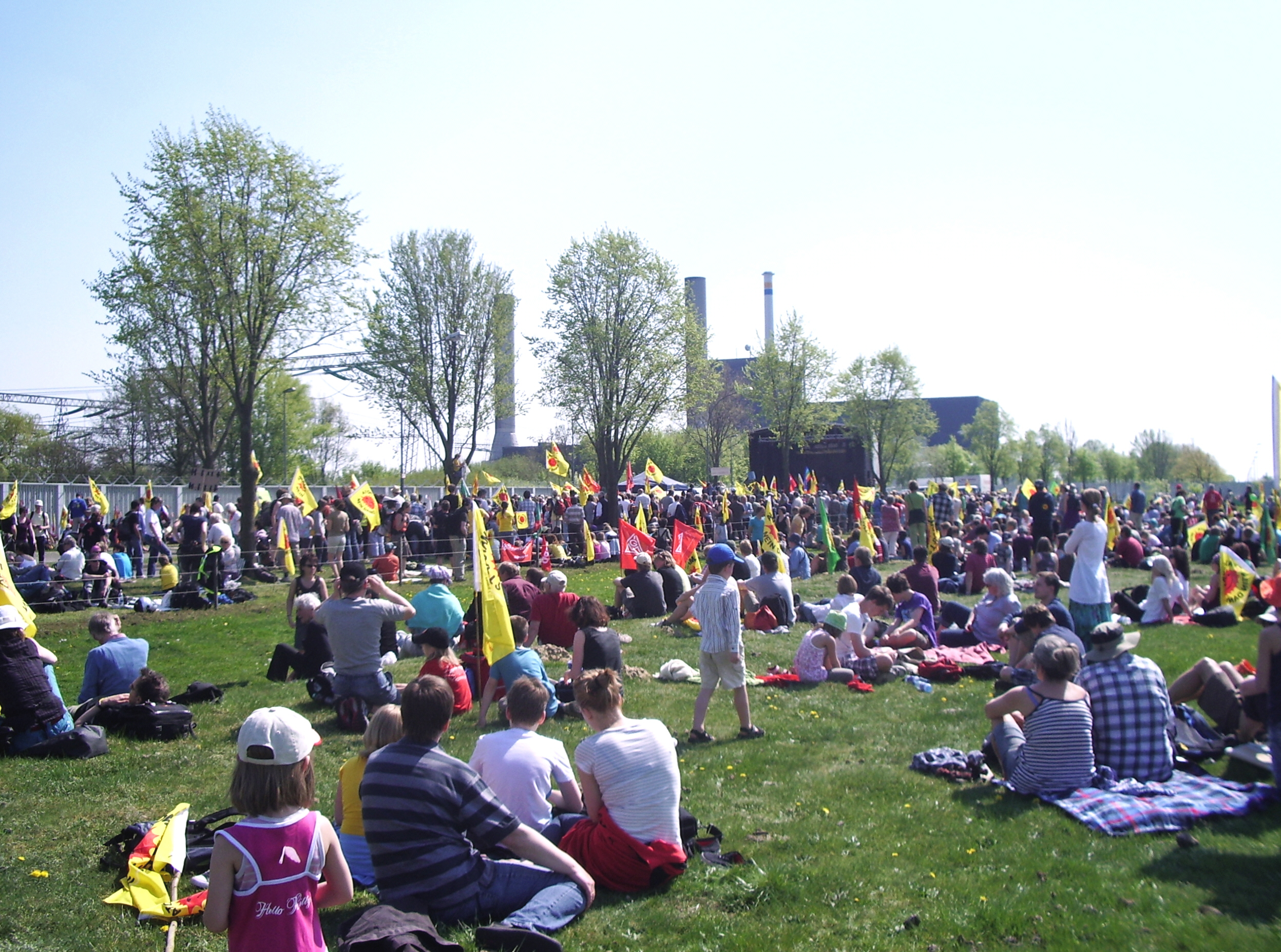
Demonstration vor dem KKW, 25. April 2011

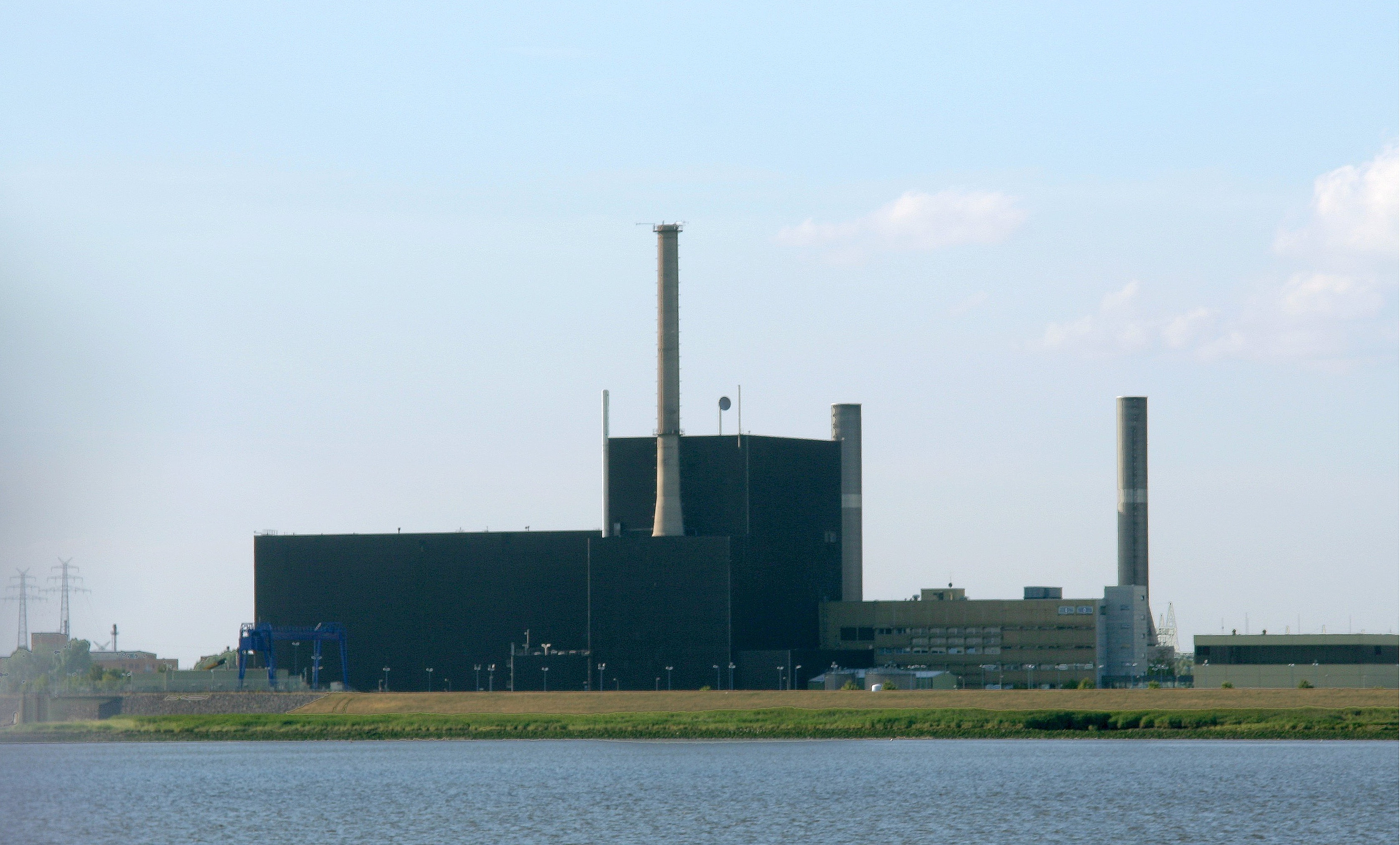
Kernkraftwerk Brunsbüttel

### Auslegung der Notstromversorgung
Die Deutsche Umwelthilfe hielt die Notstromversorgung auf Betriebsstörungen schlechter vorbereitet als die im schwedischen Kernkraftwerk Forsmark, in dem es am 25. Juli 2006 zu einem Störfall in der Notstromversorgung kam. Der Betreiber des Kernkraftwerks, Vattenfall, widersprach dieser Aussage vehement und kam in seiner Analyse zu einem anderen Ergebnis. Die Anti-Atomkraft-Bewegung kritisierte, dass die Betreibergesellschaft lange Zeit nicht bereit war, die Öffentlichkeit über bestehende Sicherheitsrisiken zu informieren, obwohl nach EU-Recht eine Offenlegungspflicht besteht. Auf Grund großen öffentlichen Drucks nach den Störfällen am 28. Juni wurde sie am 19. Juli 2007 veröffentlicht.

### Reaktordruckbehälter
Schwachstelle des Reaktordruckbehälters ist insbesondere die Schweißnaht zum Behälterboden. Sie ist zu schwach ausgelegt, von außen an vielen Stellen unzugänglich und deshalb nicht inspizierbar. Dies thematisierte auch ein Bericht des Fernsehmagazins Kontraste am 15. Juli 2010.
Der Reaktordruckbehälter des KKW Brunsbüttel wurde zwar von RDM (Rotterdamsche Droogdok Maatschappij) gebaut, aber mit Stahl eines anderen Lieferanten als die rissigen Druckbehälter in Tihange-2 und Doel-3.

### Sicherheitsbehälter und Evakuierung
Der oben bereits beschriebene Sicherheitsbehälter (kurz SHB oder auch Containment genannt) ist bei schweren Unfällen mit Kernschmelze eine Schwachstelle der deutschen Siedewasser-Reaktoren (mit Ausnahme von Gundremmingen), da er unten nur aus rund drei Zentimeter dickem Stahl besteht. Die ca. 2500 Grad heiße Kernschmelze benötigt nach Durchschmelzen des Reaktorgefäßes nur einige Minuten, um diese Schale ebenfalls durchzuschmelzen. Nahezu sämtliche KKW weltweit besitzen im Gegensatz dazu neben der Schale noch mindestens einen Meter Beton als Fundament unter dem Reaktor, den die Schmelze durchdringen muss, bevor sie in die Umgebung gelangt. In Brunsbüttel gibt es zwar weiter unten ebenfalls noch das Betonfundament des Reaktorgebäudes, aber in einer Distanz von mehreren Metern unter der Schale. Sobald die Schmelze die Schale durchgeschmolzen hat, ist die Rückhaltefähigkeit der Gebäudestrukturen für Radioaktivität massiv reduziert. Man prognostizierte, dass für eine Evakuierung der Bevölkerung der nahen Region, hier der recht großen Stadt Brunsbüttel, eine Reaktionszeit von nur 1,5 bis 5 Stunden verblieb. Seit der Abschaltung des KKW besteht diese Gefahr nicht mehr (Grund siehe Nachzerfallswärme).

### Restlaufzeit
Die endgültige Abschaltung des Kernkraftwerks Brunsbüttel im Rahmen des Atomausstiegs war für 2009 erwartet worden. Anfang 2009 verfügte das Kraftwerk noch über eine Reststrommenge von 10.999,67 GWh, die einer Restlaufzeit von etwa 22 Monaten entspricht. Die noch zulässige Reststrommenge hat sich seit 2007 nicht verringert, da das Kraftwerk seit dem 18. Juli 2007 keinen Strom mehr ins Netz eingespeist hat. In seinen Monatsberichten teilte der Betreiber Vattenfall 2009 vage mit: „In den Kernkraftwerken Brunsbüttel und Krümmel werden das Prüf- und Sanierungsprogramm sowie die Umsetzung des im September 2007 veröffentlichten Maßnahmenpaketes intensiv fortgesetzt. Bis zum Abschluss dieser Aktivitäten, die voraussichtlich noch einige Zeit in Anspruch nehmen werden, bleiben beide Anlagen abgeschaltet.“
Ende des Jahres 2006 entstand ein Aktionsbündnis, das sich die sofortige Abschaltung des „Pannenreaktors“ zum Ziel setzte. Dieses Bündnis, genannt „Brunsbüttel stilllegen – jetzt!“, verfasste die 'Brunsbütteler Erklärung', in der die sofortige Abschaltung des Kernkraftwerks gefordert wird. Zu den Mitgliedern gehören Robin Wood, BUND, IPPNW sowie x-tausendmal quer. Am 4. November 2006 fand die erste Demonstration mit etwa 400 Teilnehmern auf der Zufahrt des Kernkraftwerks statt. Anlass für die Gründung dieser Gruppe und für den erneuten Beginn der Proteste waren Pläne der Besitzer E.ON und Vattenfall, durch Umverteilung der Restlaufzeit von anderen Kernkraftwerken die geplante Abschaltung des Reaktors im Jahre 2009 zu verschieben.
Am 26. März 2009 wies das Bundesverwaltungsgericht in letzter Instanz eine Klage der Eigentümer Vattenfall und E.ON ab, die Reststrommengen aus dem stillgelegten Kernkraftwerk Mülheim-Kärlich auf das Kernkraftwerk Brunsbüttel zu übertragen.
Am 24. April 2010 demonstrierte eine Kette von über 100.000 Menschen auf 120 Kilometern zwischen den Kernkraftwerken Brunsbüttel und Krümmel gegen Kernkraft.
Bundesregierung und Koalitionsparteien diskutierten bis zu einem „Atomgipfel“ am 5. September 2010 eine Laufzeitverlängerung. An diesem Tag beschlossen sie, die Restlaufzeiten-Regelung des Atomkonsenses von 2002 abschaffen zu wollen und ältere Reaktoren (darunter das KKW Brunsbüttel) acht Jahre und neuere Reaktoren (1980 oder später in Betrieb gegangen) 14 Jahre länger laufen lassen zu wollen. Ob eine solche Regelung ohne Zustimmung des Bundesrates hätte in Kraft treten können, war fraglich; einige Landesregierungen riefen später das Bundesverfassungsgericht an. Nach dem Beginn der Nuklearkatastrophe von Fukushima im März 2011 beschloss die Bundesregierung im Juni 2011 einen Gesetzentwurf zur endgültigen Stilllegung des Kraftwerks. Dieser Atomausstieg wurde wenig später im Bundestag mit großer Mehrheit beschlossen. Brunsbüttel verlor zum 6. August 2011 seine Betriebserlaubnis.

## Abriss
Das Kernkraftwerk Brunsbüttel soll bis auf „die grüne Wiese“ abgerissen werden. Der Chef des Kernkraftwerks, Markus Willicks, rechnete im Sommer 2017 mit der Erteilung einer Genehmigung zum Abriss im Sommer 2018. Sie wurde am 21. Dezember 2018 übergeben. Bis zur Einlagerung der beim Rückbau entstehenden radioaktiven Abfälle im Endlager Konrad nach dessen Fertigstellung sollen diese im Lager für schwach- und mittelradioaktive Abfälle (LasmA) zwischengelagert werden. Dieses befindet sich aktuell im Bau, der erste Spatenstich erfolgte am 6. September 2018. Ein Teil des bisher entstandenen Abfalls lagert in der Transportbereitstellungshalle 2 (TBH 2).